# 军区制
军区（拉丁转写：thémata，单数形式：θέμα，théma）为东罗马帝国（拜占庭帝国）中期实行的军政合一的区划制度。7世纪中叶，在穆斯林征服了部分拜占庭领土后，军区制度得以建立，逐渐取代了罗马共和国时期建立，并由经戴克里先和君士坦丁一世大幅度改革的行省制度。最初的军区是从驻屯军的的驻扎营地发展而来，军区亦与该驻营单位的名称相对应。随着大军区被分成小军区、帝国获得新的领土并建立新的军区，军区制在9至10世纪达到了鼎盛。在11至12世纪，军区制经历了巨大的变化，但直到帝国灭亡，军区制仍然在地方行政、财政方面发挥作用。

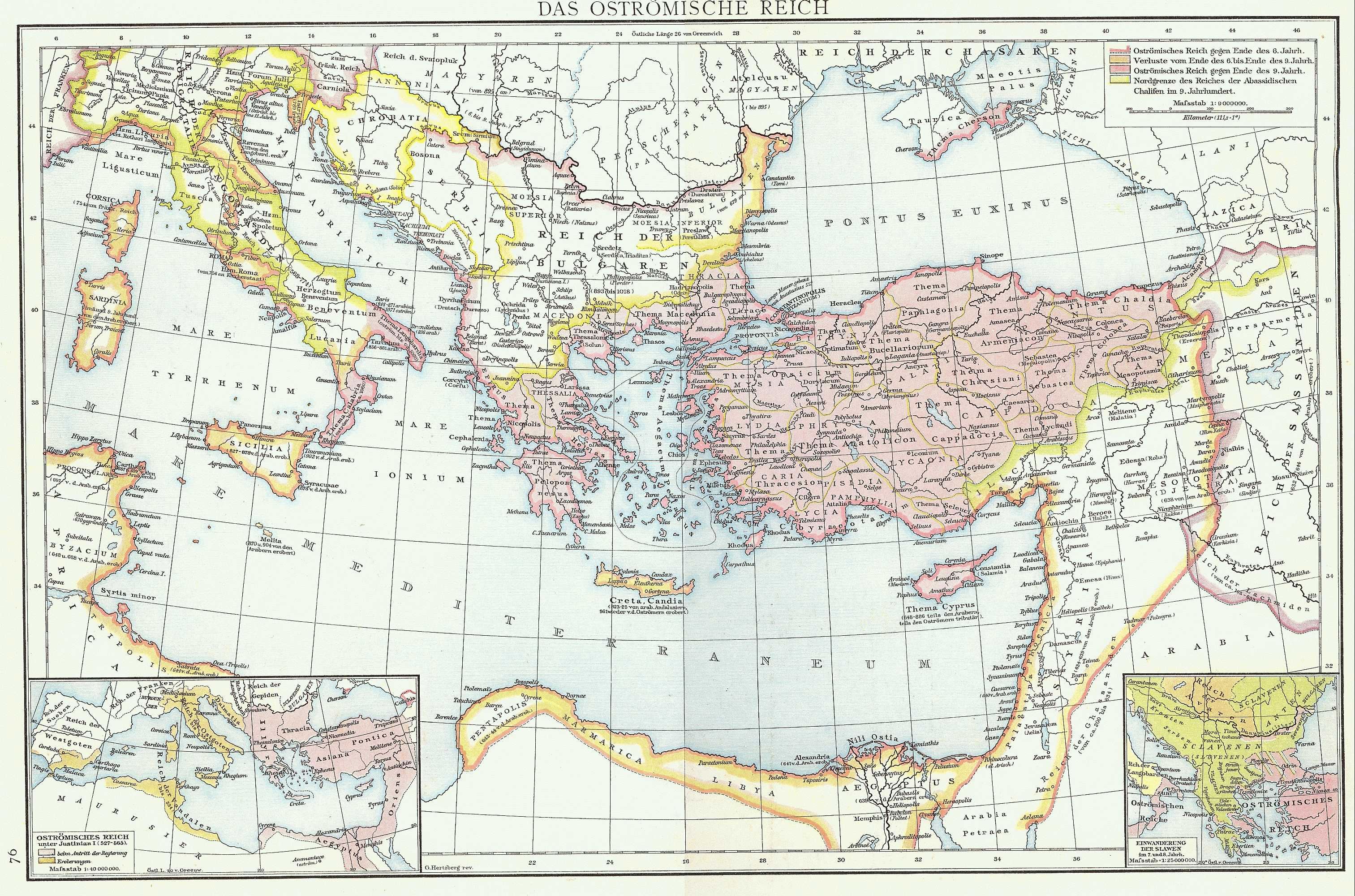
600年至900年的拜占庭及其军区

## 历史

### 背景
在整个6、7世纪，东罗马帝国四面受敌，萨珊帝国从东部的叙利亚、埃及与安纳托利亚方向向帝国施加压力。斯拉夫人与阿瓦尔人在定居巴尔干的同时侵扰着希腊地区。伦巴第人占领了北意大利，在亚平宁半岛几无敌手。为了应对持续升高的国防压力，莫里斯皇帝在查士丁尼大帝新近夺回的西部行省成立了拉文纳和阿非利加总督府，并将军权与行政权合并委于当地总督，而这也直接颠覆了作为戴克里先改革基础的军、政两权分授制度。就其根本意义而言，这是一种在安全状况堪忧的行省中，承认并且确定当地将领拥有高于民政官员的突出地位。实际在6世纪的查士丁尼一世治下，这种行政改制的趋势就已出现。查士丁尼将军权赋予了饱受兵燹的小亚细亚诸省总督。更重要的是，他也创建了兼具军事权限与行政权限“军务监区”并授予新建的阿非利加大区与旧有的意大利大区长官军政联合权力，并且废除了作为行政区划的埃及管区，在原先的各行省重新任命同时掌握军事、民事权力的都督（Dux）。
尽管如此，在帝国的大多数区域，旧行省制度一直沿用到640年代，直到穆斯林的帝国对边境地带展开了大规模攻势。穆斯林很快征服了埃及和叙利亚，并旋即导致了帝国在领土和人口上的巨大损失，这也意味着帝国业已处在生死存亡的边缘。为了应对空前的生存危机，帝国开始了彻底的改革重组，在小亚细亚的残留领土首先被分割成了四个军区，由“将军（στρατηγός）”兼管军区的驻军与当地的税务等民事政务。早前的行政管理制度部分得以延续，但它们现在都从属于军区将军。

### 起源
军区制的起源与早期特征在学术界中存有广泛争议，“军区”的词源亦有争议。但多数学者认同君士坦丁七世的说法，即“军区”（θέμα）一词起源于希腊语词“θέσις”，意为“部署配置”。军区的具体建立时间也未在学界达成一致。在20世纪的多数时候，人们都认为军区制由希拉克略（610-641在位）在602-628年的最后一场拜占庭-萨珊战争期间建立。该论点最引人瞩目的支持者是乔治·奥斯特洛格尔斯基，他的观点基于《坚信者狄奥法内斯编年史》中，622年“希拉克略驾临在军区的土地上”这一处记载。据奥斯特洛格斯基的说法，这至少表明了在小亚细亚的一些地区，军区的设立已经开始。但这一观点也遭到了其它学者的反对，近年的研究更倾向于将军区制的创立后推到君士坦斯二世在位期间（640年代至660年代），  而且与奥斯特洛格斯基认为军区制从最开始就作为独立且定义清晰的军政合一区划而存在的观点相反，θέμα一词最初可能单纯指军队本身，直到7、8世纪之交，才转指驻有该军队的地区。
与年代问题相关的部分同样对应着社会与军事改制。以奥斯特洛格斯基为代表的传统观点认为，军区制的建立同样意味着新型军队的形成，不同于以往过度依赖外国雇佣军，军区制下的拜占庭士兵多为耕种国家分配的军用土地的农兵。但更多近年的学者们认为，军区制的形成并未形成冲击性的社会影响，它不过是对6世纪以来的既存趋势进行了合理的拓展。

### 首批军区：7世纪40年代至8世纪70年代

约公元750年安纳托利亚的军区

在扈从军区一分为二后，780年小亚细亚地区的军区

可以确定的是，在7世纪中叶，帝国的军队已经撤回安纳托利亚这帝国最后一块完整拥有的核心地域，并被分配到几个地域，也就是后来的军区。从地域上来看，每一个军区都包含了数个旧行省，军区之间的分界沿袭了原有的行省分界，只有少数例外。第一批的四个军区分别为：亚美尼亚军区（Θέμα Άρμενιάκων, Thema Armeniakōn，“亚美尼亚驻军”）、安纳托利亚军区（Θέμα Άνατολικῶν, Thema Anatolikōn，“东方驻军”）、色雷斯西亚军区（Θέμα Θρᾳκησίων, Thema Thrakēsiōn，“色雷斯驻军”，切勿与后来设置的“色雷斯地区军区”混淆）、扈从军区（Θέμα Ὀψικίου, Thema Opsikiou，“扈从军团”）。亚美尼亚军区于667年被首次提及，由亚美尼亚驻军移驻地发展而来，管辖范围包括了本都、小亚美尼亚和北卡帕多西亚，军区首府驻于阿马西亚。安纳托利亚军区为东方管区驻军移驻地发展而来，辖区包括小亚细亚中南部，军区首府为阿莫里姆。这两大军区构成了拜占庭安纳托利亚防线，并分别与穆斯林亚美尼亚和叙利亚接壤。色雷斯军区晚至740年代才被提及，由色雷斯驻军移驻地发展而来，管辖范围包括了小亚细亚的西海岸中段（爱奥尼亚-吕底亚-卡里亚），军区首府可能在歌罗西。扈从军区（奥普西金军区）在680年被首次提及，由皇帝的扈从军（Obsequium）建立而成，辖区主要包括西北小亚细亚（比提尼亚、帕夫拉哥尼亚以及部分加拉太），军区首府位于尼西亚。独特的是，该军区的长官官衔为伯爵（komēs）而非“将军”。
此外，具有海军军区性质的“海员”军事省（希腊语：Kαραβισιάνοι）在680年首次见于文献。它可能由来自伊利里库姆或者军务监区的残余军队组成。其管区主要包含了小亚细亚的南部海岸和爱琴海诸岛，将军驻地很可能在萨莫斯。在东罗马帝国与阿拉伯帝国的海上冲突中，“海员”军事省提供了大多数的海上力量，用以抗衡在船桅之战后开始与帝国争夺东地中海霸权的阿拉伯舰队。事实证明，“海员”军事省难以胜任如此重任，最终在720年被裁撤，以其地设立基比拉奥特军区（Θέμα Κιβυρραιωτῶν, Thema Kibyrrhaiotōn），仍是海军军区。
尽管有一段时间色雷斯地区的军政权力掌握在扈从军区将军手中，但在680年代，该区独立为一个新的军区“色雷斯地区军区”（θέμα Θρᾴκης，Thema Thrakēs），以期应对来自保加尔人的威胁。赫拉克里安王朝数位皇帝在希腊取得了一系列成功的军事行动也在相当大的程度上抵御了斯拉夫人对中部希腊的入侵，并且最后促成了赫拉斯军区的建立。在7世纪末，西西里也同样建立了军区，但意大利本土的控制权依旧在拉文纳总督的手中，并直到迦太基陷落为止，非洲总督亦具有同等权力。与此同时，在克里特岛和克里米亚南部飞地克尔森（Cherson）则建立了独立的殖民总督府（archontiai）。
综上所述，在该世纪的末尾，军区制已成为帝国的主要行政区划制度，但面积广阔的军区和高度集中的权力让军区将领愈发具有叛变倾向，例如图布伦特时代（695-715）叛乱与阿尔塔兹瓦德叛乱（741-742）。阿尔塔瓦兹德叛乱的平息昭示着安纳托利亚军区制度的第一次重大改革：权力过于集中的扈从军区被拆分出两个新军区——首府在安卡拉的布瑟拉里安军区（θέμα Βουκελλαρίων, thema Boukellariōn，“布瑟拉里军团”，得名于同名精锐近卫骑兵团），和首府在尼科米底亚的选拔军区（θέμα Ὀπτιμάτων, thema Optimatōn，“选拔军团”，得名于同名精锐哥特人兵团）。

### 军区制的高峰：8世纪80年代至10世纪50年代

约公元950年安纳托利亚的军区

且不论军区的突出地位，在其正式成为帝国基本行政单位前，仍有一段较长的过渡时期。尽管在8世纪时军区就已与固定的地域联系在一起，财政军务直到该世纪末才不再沿用旧行省制度，而以军区为单位各自运行。这一进程在9世纪中叶趋于成熟，并导致军区将军身兼军政大权。比较经典的军区制范式在《拜占庭军论》（Klētorologion）和《帝国行政论》中均有提及。
同时，在8世纪晚期至9世纪早期，为了在安纳托利亚中心地带防范来自阿拉伯人的侵攻和袭扰，一系列的小规模前线防区得以建立，称之为「要冲区」（kleisourai）。该词本指一些具有重要战略意义的筑堡壑谷，后转指兼具进行游击作战与抗击中小规模敌袭任务的独立作战指挥单位，并随后逐渐升级为全编制的标准军区。

### 军区制的衰落：10世纪60年代至11世纪70年代

1025年，巴西尔二世死后的拜占庭军区

1045年的拜占庭帝国军区

在10世纪三位“士兵皇帝”尼基弗鲁斯二世、约翰一世、巴西尔二世的率领下，新占土地上成立了新一批的军区，其平均面积要小于在7、8世纪建立的军区。与此同时，出现了一种被称为“小军区”(μικρὰ θέματα)或“亚美尼亚式军区”(ἀρμενικὰ θέματα)的新型军区。根据拜占庭方面的原始资料，该种军区明显区分于“大”的或“罗马式”的军区。多数小军区仅由一座堡垒及附近地域构成，由“初等将军”（阿拉伯人称其为zirwar，亚美尼亚人称其为zoravar）率领的一千人（多为步兵）负责驻守。正如其名，其驻防军队多为亚美尼亚人，或者本地土著，抑或是从由他地强行迁移而来。小军区的一大特征便是高比例的军官数量，仅在charpezikon一区就计有22名资深军官和47名见习军官。
小军区在被设置成适于守备的同时，亦被赋予了回击大型侵扰和进行持久进攻作战的能力。正因如此，从9世纪60年代起，愈来愈多从重装骑兵改编或新建立的营团被部署在边境地带。为了指挥协调为数众多的前线小军区，在地区督军（Dux，δούξ ）领下的区域性指挥部得以建立。在东方，三个最初的指挥部分别为：安条克（Antioch）、喀尔狄亚（Chaldia）、美索不达米亚（Mesopotamia）。随着在7世纪东罗马帝国扩张至大亚美尼亚，三个指挥部被扩建或更替为：伊比利亚（Iberia）、瓦斯普拉肯（Vaspurakan）、艾德萨（Edessa）、阿尼（Ani）。而亚美尼亚军区似乎也是在同样的经纬下于11世纪中期被划在了一位将军的管辖下。
数位“士兵皇帝”展开的攻势在巴西尔二世时达到巅峰，在1025年时东罗马帝国比她的任何一个敌人都要更强盛。同时，极具机动性的职业军人——靖抚骑兵营（Tagmata）的地位迅速跃居于各内戍军区部队之上，而后者也很快地遭到了忽略。事实上，从11世纪早期开始，越来越多的应征兵都选择用缴纳现金的方式来逃避服役。而此时前线将领都有能力来应对大多数的本地安全威胁，这样一来军区系统就难免遭到事实上的削弱，旧军区制度的瓦解也导致了东罗马帝国在战略纵深防御能力上的崩坏，再加上日渐增长的对雇佣兵和附庸国军队的依赖，以及因君士坦丁堡官僚集团和手握重镇的军事精英间的裂隙扩大而导致的暴乱和内战，在1071年的曼齐刻尔特战役之后，拜占庭军队遭遇了一次严重的危机，并在战役过后完全地崩溃。

### 军区制的转变与没落：11世纪至12世纪
11世纪科穆宁王朝时期帝国短暂中兴，阿莱克修斯一世建立了现代被称为“科穆宁军队”的军事体系，这也标志着与传统军区制的决裂。新的军事体系高度集中于皇帝个人和王朝上，这也是“科穆宁中兴”的一个显著特征。这种军事体系比过去更加显著的依赖于诸如瓦兰吉卫队之类的雇佣兵。军区将军的权力逐步被削减，军区也被削减了许多军事职能，同时过去因为处理地方事务而享有的独立性也在降低。
不过即使在科穆宁时代帝国军队最庞大的时期，也未调动军区兵力补充军队。从长远来看，新的军事体系维护成本更高，并且依赖于下一个强力的“士兵皇帝”能够有效继承该体系。到1180年曼努埃尔一世去世后，皇帝更迭频繁且多次出现王朝内乱，军事体系难以有效运转，帝国再次进入衰亡期。

### 军区制的消亡：12世纪后
安格洛斯王朝时期帝国中央自身权威的削弱和政策忽视都使得残存的军区在12世纪后期越来越无关紧要，而此后的君士坦丁堡沦陷，中央权力崩溃，“专制公”等地方民事统治者权力的不断扩大，到巴列奥略王朝时期，军区制已经行将就木，名存实亡。

## 军区的组织系统
“军区”一词本身就暧昧模糊，它既指一种军事占据、亦指一种行政区划。军区事实上是一种将小块土地委任给士兵耕种的屯田体制。这些务农士兵从严格意义上讲仍是军事单位，且其耕作土地仍归属国有。正因其运作特征，士兵薪饷得以降低，并且士兵个人一旦接受了屯田协议后，即代表同意他们的后代仍在军区中同时承担军事与农务工作，这也同时减少了对不受欢迎的征兵制的需求，也能更加节省地维持军队。军区制也能保证在新征服的土地上进行垦殖作业，因为在征服战争中总是有大量土地被并入公共土地。
军区将军不仅拥有在军事层面上的指挥权，同时还建有行政与军事司法权。正因如此，戴克里先确立的军政分属政策遭到了废止，帝国也回到了一个更像罗马共和国的寡头政治体系——彼时行省总督同时也号令着当地的军队。
下表以902年至936年的色雷斯军区为例说明军区组织结构及人员数量：

## 7世纪60年代-10世纪30年代军区列表
本表包括7世纪60年代军区制创立之时到10世纪30年代大征服时代的大型“传统”军区以及后续建立的较小的新军区。
| 军区 (希腊语名称)                                                                | 建立时间                           | 建立于                                                                  | 被拆分                                                                                                  | 首府                       | 初始管辖范围                                                                     | 所辖城市 |
| -------------------------------------------------------------------------------- | ---------------------------------- | ----------------------------------------------------------------------- | --- | -------------------------- | -------------------------------------------------------------------------------- | --- |
| 爱琴海军区† (thema Aigaiou Pelàgous, Θέμα του Αιγαίου Πελάγους)                  | 842/843年已成立                    | 由基比拉奥特军区分出，由海军提督独立管理。                              | | 可能是米蒂利尼或米西姆纳   | 莱斯沃斯、利姆诺斯、希俄斯、印布洛斯、忒涅多斯、赫勒斯滂、斯波拉泽斯和基克拉泽斯 | 米西姆纳、米蒂利尼、希俄斯、亚历山大特洛伊、阿卑多斯、兰普萨库斯、基齐库斯、塞斯托斯、加里波利斯                                                       |
| 安纳托利亚军区 (thema Anatolikōn, Θέμα των Ανατολικών)                           | 669/670年已成立                    | 原东方/叙利亚野战军建立                                                 | 卡帕多西亚军区§ （830年）                                                                               | 阿莫里乌姆                 | 弗里吉亚、皮西迪亚、伊苏利亚                                                     | 伊刻尼翁、波利波图斯、菲罗墨利翁、阿克罗农、叙那达、索佐波利斯、忒巴萨、皮西迪亚安提俄克、得耳柏、拉兰达、伊苏利亚、佩西努斯                           |
| 亚美尼亚军区 (thema Armeniakōn, Armeniakoi, Θέμα των Αρμενιακών)                 | 667/668年已成立                    | 原亚美尼亚野战军建立                                                    | 迦勒底亚军区 （842年）、哈尔希安军区§ （863年）、科洛尼亚军区 （863年）、帕夫拉戈尼亚军区 (826年已成立) | 阿马西亚                   | 本都、小亚美尼亚、卡帕多西亚北部                                                 | 锡诺普、阿弥索斯、欧开塔、科马那蓬提刻 |
| 布塞拉里亚军区 (thema Boukellarion, Boukellàrioi, Θέμα των Βουκελλαρίων)         | 767/768年已成立                    | 由奥普西金军区分出                                                      | 帕夫拉戈尼亚军区 （部分划入）、卡帕多西亚军区（部分划入）、哈尔希安军区 （部分划入）                    | 安库拉                     | 加拉太、帕夫拉戈尼亚                                                             | 提翁、赫拉克利亚蓬提刻、克劳狄波利斯、克剌忒亚、朱利奥波利斯、拉伽尼亚、戈耳狄翁                                                                       |
| 卡帕多西亚军区§ (thema Kappadokias, Θέμα Καππαδοκίας)                            | 830年已成立                        | 由亚美尼亚军区、布塞拉里亚军区分出                                      | | 科戎要塞，后为提安亚       | 卡帕多西亚西南部                                                                 | 帕底安多斯、倪萨、卢隆要塞、提安亚、纳梓安祖斯、纳梓安祖斯、赫拉克利亚库比斯特剌                                                                       |
| 凯法利尼亚军区† (thema Kephallēnias, Θέμα Κεφαλληνίας)                           | 809年已成立                        |                                                                         | 隆戈巴迪亚军区 （910年已成立）、尼科波利斯军区？ (899年已成立)                                          | 凯法利尼亚                 | 伊奥尼亚群岛、阿普利亚                                                           | 科库拉、扎库恩托斯、琉卡忒 |
| 迦勒底亚军区 (thema Chaldias, Θέμα Χαλδίας)                                      | 约840年                            | 原亚美尼亚军区下辖中队建立                                              | 迦勒底亚都督区                                                                                          | 特拉比松                   | 本都海岸                                                                         | 里祖斯、刻拉苏斯、坡勒摩尼翁、派佩耳特 |
| 哈尔希安军区§ (thema Charsianoù, Θέμα Χαρσιανού)                                 | 863–873年                          | 原亚美尼亚军区下辖中队升格建立，并将布塞拉里亚军区部分辖区划入          | | 哈尔西安要塞，后为凯撒利亚 | 卡帕多西亚西北部                                                                 | 哈尔西安要塞 |
| 赫尔松/克利马塔军区 (thema Chersōnos/Klimata, Θέμα Χερσώνος/τα Κλίματα)          | 833年                              | 833年皇帝狄奥斐卢斯为可萨人援建其首都白堡，获取了对克里米亚南部的统治权 | | 赫尔松                     | 克里米亚南部                                                                     | 松代亚、提奥多西亚、博斯普耳、伽利塔 |
| 基比拉奥特军区† (thema Kibyrrhaiotōn, Kibyrrhaiotai, Θέμα των Κυβυρραιωτών)      | 697/698年已成立或720年左右         | 由帝国常备海军建立                                                      | 爱琴海军区、萨摩斯军区、塞琉西亚军区                                                                    | 萨摩斯，后为阿塔勒亚       | 潘菲利亚、吕基亚、佐则卡尼萨群岛、爱琴海群岛、伊奥尼亚海岸                       | 罗德、米拉、基比拉、利米剌、法塞利斯、西代、塞利努斯、阿涅姆里翁、萨伽拉索斯、忒耳墨索斯、帕塔剌、哈利卡那索斯、伊阿索斯、米拉萨、塞耳革、尼多斯、科斯 |
| 克里特军区† (thema Krētēs, Θέμα Κρήτης)                                          | 767年已成立 （？），961年重建      | 828年被阿拉伯人征服建立克里特酋长国、直到961年光复建立军区              | | 坎达克斯                   | 克里特岛                                                                         | 瑞提谟农、戈耳提那 |
| 达尔马提亚军区 (thema Dalmatias, Θέμα Δαλματίας)                                 | 899年已成立                        | 尼基弗鲁斯和平条约后法兰克将达尔马提亚地区交还帝国后的新建军区          | | 伊达萨                     |                                                                                  | 拉古萨、阿斯帕拉托斯、坡拉、特剌古里翁、斯卡耳冬 |
| 都拉齐翁军区 (thema Dyrrhachiou, Θέμα Δυρραχίου)                                 | 842年已成立                        | 新建军区                                                                | | 都拉齐翁                   | 阿尔巴尼亚海岸                                                                   | 奥隆、阿波罗尼亚、利索斯 |
| 希腊军区 (thema Hellàdos, Helladikoi, Θέμα της Ελλάδος/Ελλαδικών)                | 约690年                            | 由帝国常备海军建立                                                      | 凯法利尼亚军区 （809年已成立）、伯罗奔尼撒军区 （811年已成立）                                          | 科林斯、809年后为底比斯    | 最初为东伯罗奔尼撒和阿提卡，809年后为中希腊以东地区和色萨利                      | 809年后：雅典、拉里萨、法耳萨洛斯、拉米亚、温泉关、普拉泰亚、尤里普斯、德米特里阿斯、斯塔戈伊                                                          |
| 科洛尼亚军区§ (thema Kolōneias, Θέμα Κολωνείας)                                  | 863年已成立、可能是842年左右       | 由亚美尼亚军区分出、但9世纪初已建立要冲区                               | 迦勒底亚都督区                                                                                          | 科洛尼亚                   | 小亚美尼亚北部                                                                   | 萨塔拉、尼科波利斯、新凯撒里亚 |
| 隆戈巴迪亚军区 (thema Longobardias, Θέμα Λογγοβαρδίας)                           | 892年                              | 凯法利尼亚军区下辖中队升格建立                                          | | 巴里翁                     | 阿普利亚                                                                         | 塔兰塔斯、布壬忒西翁、叙德汝斯、加里波利斯 |
| 利坎多斯军区 (thema Lykàndou, Θέμα Λυκάνδου)                                     | 916年已成立                        | 新建军区                                                                | | 利坎多斯要塞               | 卡帕多西亚东南部                                                                 | 阿剌比苏斯、科库索斯、科马那 |
| 马其顿军区 (thema Makedonias, Θέμα Μακεδονίας)                                   | 802年已成立                        | 由色雷斯军区分出                                                        | 斯特里蒙军区                                                                                            | 哈德良波利斯（阿德里安堡） | 色雷斯西部                                                                       | 狄底摩忒科、马克西米安波利斯、伊诺斯、马罗尼亚 |
| 美索不达米亚军区 (thema Mesopotamias, Θέμα Μεσοποταμίας)                         | 899-911年间已成立                  | 新建军区                                                                | 美索不达米亚都督区                                                                                      | 卡马卡                     | 幼发拉底河上游                                                                   | |
| 尼科波利斯军区 (thema Nikopoleōs, Θέμα Νικοπόλεως)                               | 899年已成立                        | 可能是伯罗奔尼撒军区下辖中队升格建立                                    | | 瑙帕克托斯                 | 伊庇鲁斯、埃托利亚、阿卡纳尼亚                                                   | 约阿尼纳、部特罗同、罗戈、德律努波利斯、尼科波利斯、希马拉                                                                                             |
| 奥普西金军区 (Thema of Opsikion, Θέμα του Οψικίου)                               | 680年已成立                        | 由帝国卫戍军（comitatus praesentales）建立                              | 布塞拉里亚军区（768年已成立）、奥普提马通军区（775年已成立）                                            | 尼西亚                     |                                                                                  | 普鲁萨、喀俄斯、马拉吉纳、多律莱翁、克剌索斯、科提埃翁、米代翁                                                                                         |
| 奥普提马通军区 (thema Optimàtōn, Optimatoi, Θέμα των Οπτιμάτων)                  | 775年已成立                        | 由奥普西金军区分出                                                      | | 尼科米底亚                 | 君士坦丁堡对岸的比提尼亚                                                         | 迦克墩、克里索波利斯 |
| 帕夫拉戈尼亚军区 (thema Paphlagonias, Θέμα Παφλαγονίας)                          | 826年已成立，最初可能是820年左右   | 由亚美尼亚军区和布塞拉里亚军区分出部分地区组建                          | | 甘格剌                     |                                                                                  | 阿马斯特里斯、洛诺波利斯、卡斯塔摩涅、庞培波利斯 |
| 伯罗奔尼撒军区 (thema Peloponnēsou, Θέμα Πελοποννήσου)                           | 811年已成立                        | 希腊军区部分地区和新光复领土组建                                        | 尼科波利斯军区？（899年已成立）                                                                         | 科林斯                     | 伯罗奔尼撒                                                                       | 帕特拉、阿尔戈斯、拉刻代蒙（斯巴达）、科林斯、赫洛斯、墨托恩、伊利斯、摩恩瓦西亚                                                                       |
| 法西亚涅斯军区/得耳泽涅斯军区 (thema Phasianēs/Derzēnēs, Θέμα Φασιανής/Δερζένης) | 935年已成立                        | 美索不达米亚军区和新光复领土组建                                        | 美索不达米亚都督区                                                                                      | 阿耳萨摩萨塔               | 阿拉斯河源头                                                                     | |
| 萨摩斯军区† (thema Samou, Θέμα Σάμου)                                            | 899年已成立                        | 由基比拉奥特军区下辖科斯湾营（droungarios of the Gulf）升格建立         | | 士麦那                     | 爱琴海群岛东南部，伊奥尼亚海岸（与色雷斯西亚军区共管）                           | 萨摩斯、以弗所、米利都、马格涅西亚、特剌勒斯、勒比都、忒欧斯、克拉佐美纳伊、福西亚、帕加马、阿德拉米狄翁                                               |
| 塞巴斯忒亚军区§ (thema Sebasteias, Θέμα Σεβαστείας)                              | 911年已成立                        | 由亚美尼亚军区分出，900年左右已升格为要冲区                             | | 塞巴斯忒亚                 |                                                                                  | 达梓蒙 |
| 塞琉西亚军区§ (thema Seleukeias, Θέμα Σελευκείας)                                | 934年已成立                        | 原基比拉奥特军区下辖营区，9世纪初成为要冲区                             | | 塞琉西亚                   |                                                                                  | 克劳狄波利斯 |
| 西西里军区 (thema Sikelias, Θέμα Σικελίας)                                       | 700年已成立                        |                                                                         | 卡拉布里亚军区（穆斯林攻陷西西里后意大利残余的领土）                                                    | 叙拉古，后为               | 西西里和卡拉布里亚                                                               | 卡塔尼亚、陶罗墨尼翁、帕诺莫斯、阿克剌伽斯、勒翁提尼、希梅拉、马扎拉、利吕拜翁、得瑞潘翁                                                               |
| 斯特里蒙军区§ (thema Strymōnos, Θέμα Στρυμώνος)                                  | 899年已成立，最初可能是9世纪40年代 | 原马其顿军区下辖要冲区（709年）升格建立                                 | | 涅亚波利斯                 | 大致为现代希腊的东马其顿地区                                                     | 塞雷斯 |
| 塞萨洛尼基（帖撒罗尼迦）军区 (thema Thessalonikēs, Θέμα Θεσσαλονίκης)            | 824年已成立                        |                                                                         | | 塞萨洛尼基（帖撒罗尼迦）   | 大致为现代希腊的中马其顿地区                                                     | 贝罗伊亚、埃德萨、狄翁、伊里索斯、莫格莱纳、戴克里先波利斯、塞耳维亚                                                                                   |
| 色雷斯军区 (thema Thrakēs, Θέμα Θράκης/Θρακώον)                                  | 680年已成立                        | 由奥普西金军区分出（？）                                                | 马其顿军区                                                                                              | 阿耳卡狄波利斯             | 除君士坦丁堡之外的东色雷斯                                                       | 塞吕谟布里亚、比吉厄、佩任托斯、赖得斯托斯 |
| 色雷斯西亚军区 (thema Thrakēsiōn, Thrakēsioi, Θέμα Θρακησίων)                    | 687年已成立                        | 原色雷斯野战军建立                                                      | | 科奈                       |                                                                                  | 希拉波利斯、萨耳得斯、提亚忒剌、老底嘉 |

注：
†海军军区（希腊语：θέμα ναυτικόν，转写：thema nautikon）
§最初作为要冲区建立

## 10世纪30年代-11世纪60年新军区列表
本表主要展示帝国光复东方、意大利和巴尔干地区后新建的大型军区及小型军区（strategiai小型军区，亦称为“亚美尼亚式”军区）。
| 军区 (希腊语名称)                                                                     | 建立时间                 | 首府           | 简介 |
| ------------------------------------------------------------------------------------- | ------------------------ | -------------- | --- |
| 阿耳特泽军区 (Ἄρτζε)                                                                  | 10世纪70年代             | 阿耳特泽       | 小型军区，出现在《拜占庭百官志》的记载中。979年作为赏赐将该地割让给陶-克拉杰伊大公大卫三世，1000年大卫去世后收回该地并划归伊比利亚督军区，1049年被突厥人摧毁。                                             |
| 阿斯摩萨同军区 (Ἀσμόσατον)                                                            | 938年左右                | 阿斯摩萨同     | 一个小型军区，直至11世纪50年代被突厥人征服。 |
| 波勒戎军区/新斯特里蒙军区 (thema Voleroù/Nèou Strymōnos, Θέμα Βολερού/Νέου Στρυμώνος) | 10世纪70年代             | 塞雷斯         | 10世纪晚期，旧斯特里蒙军区拆分出新斯特里蒙军区，其后又分出波勒戎军区。10世纪末，新斯特里蒙军区、塞萨洛尼基军区，可能还包括德鲁顾比泰军区（该地为被帝国附庸的斯拉夫部落）合并，11世纪重新与波勒戎军区合并。 |
| 保加利亚军区 (thema Boulgarias, Θέμα Βουλγαρίας)                                      | 1018年                   | 斯库皮         | 巴西尔二世征服保加利亚后，以斯普科里地区（现代保加利亚）和奥赫里德地区（现代北马其顿和塞尔维亚南部）为基础建立。                                                                                           |
| 卡拉布里亚军区 (thema Kalavrias, Θέμα Καλαβρίας)                                      | 950年左右                | 雷吉翁         | 9世纪中叶穆斯林开始进攻西西里岛，到902年西西里岛完全沦陷，西西里军区仅限于卡拉布里亚地区，到10世纪中叶改为此名。                                                                                           |
| 哈尔佩齐基翁军区 (Χαρπεζίκιον)                                                        | 949年                    | 哈尔佩齐基翁   | 小型军区。 |
| 考梓兹翁军区 (Χαυζίζιον)                                                              | 940年后                  | 考梓兹翁       | 小型军区，大致涵盖现代宾格尔-达戈山（Bingöl Dağ ）。 |
| 科赞翁军区 (Χόζανον)                                                                  | 956年前,可能是948或952年 | 科赞翁         | “亚美尼亚式”军区。 |
| 塞浦路斯军区 (thema Kyprou, Θέμα Κύπρου)                                              | 965年                    | 琉科西亚       | 688年起塞浦路斯为罗马-阿拉伯共管，直至965年帝国完全光复该岛。 |
| 得泽涅军区 (Δερζηνῆ)                                                                  | 948或952年               | 科赞翁         | 小型军区，得泽涅军区的管理一般由迦勒底亚军区官员代管。 |
| 埃德萨军区 (thema Edēssēs, Θέμα Εδέσσης)                                              | 1032年                   | 埃德萨         | 1032年乔治·马尼亚克占领该地，随后派遣将军后为都督治理，直至1086年被突厥人征服。 |
| 幼发拉底河畔诸城军区 (Παρευφρατίδαι Πόλεις)                                           | 1032年左右               |                | 小型军区。 |
| 赫克萨科米亚/赫克萨波利斯军区（六城军区） (Ἑξακωμία/Ἑξάπολις)                         | 10世纪70年代             |                | 小型军区、军区名称意为“六城”，这是利坎多斯军区和墨利忒涅军区之间的一个地区，亦为一个主教区。 |
| 伊比利亚军区 (θέμα 'Ιβηρίας)                                                          | 1001年左右或 1023年左右  | 狄奥多西波利斯 | 陶-克拉杰伊大公大卫三世去世后巴西尔二世继承其领地组建的军区。军区成立的具体日期在学界尚有争议。1045年划入阿尼，1064年划入卡尔斯。                                                                          |
| 卡马军区 (Κάμα)                                                                       | 10世纪70年代             |                | 小型军区，出现在《拜占庭百官志》的记载中，具体位置尚不确定。 |
| 琉卡尼亚军区 (thema Leukanias, Θέμα Λευκανίας)                                        | 968年                    | 图耳西         | |
| 曼齐克特军区 (Ματζικέρτ)                                                              | 1000年                   | 曼齐克特       | 继承大卫三世领土后部分组建的军区，设将军一名，其后可能划入瓦斯普鲁坎都督区。 |
| 墨利忒涅军区 (Μελιτηνή)                                                               | 10世纪70年代             | 墨利忒涅       | 934年约翰·库耳库亚斯光复该地后设为皇庄（kouratoreia）。 |
| 帕斯特里翁/帕拉顿纳军区 (thema Paristriou/Paradoùnavon, Θέμα Παριστρίου/Παραδούναβον) | 1020年                   | 多罗斯特罗隆   | |
| 萨摩萨塔军区 (Σαμόσατα)                                                               | 958年                    | 萨摩萨塔       | 958年该地光复后设将军一名。 |
| 色米姆军区 (thema Sirmiou, Θέμα Σιρμίου)                                              | 1018年                   | 色米姆         | 1018年保加利亚王国残部在王子普列西安投降，保加利亚正式灭亡后在该国西北部（叙耳米亚）设立。 |
| 塔冉塔斯军区 (Τάραντας)                                                               | 10世纪70年代             | 塔冉塔斯       | 小型军区，仅出现在《拜占庭百官志》的记载中。 |
| 塔戎军区 (Ταρών)                                                                      | 966或967年               |                | 塔戎地区自10世纪初开始为帝国附庸，966或967年成立军区直到曼齐克特之战后沦陷。 |
| 泰佛里刻/利奥托科墨军区§ (thema Tephrikēs/Leontokōmēs, Θέμα Τεφρικής/Λεωντοκώμης)     | 934或944年               | 泰佛里刻       | 该地区之前为巴西尔一世摧毁了盘踞于此的保罗派共和国后建立的要冲区，利奥六世时期改名为利奥托科墨，10世纪30年代升格为军区。                                                                                   |
| 狄奥多西波利斯军区 (Θεοδοσιούπολις)                                                   | 949年，1000年复设        | 狄奥多西波利斯 | 949年帝国光复该地后设立军区。979年将该地赐予大卫三世，1000年继承该地后成为伊比利亚军区首府。 |
| 瓦斯普鲁坎（巴斯普剌卡尼亚）军区 (Βαασπρακανία)                                       | 1021或1022年             |                | 1021或1022年瓦斯普拉坎国王塞尼柯林不堪塞尔柱突厥人袭扰，举国内附。帝国设一名都督或督军（katepano）在凡城镇守该地，直至1071年被突厥人攻陷。                                                                 |

## 12-13世纪的晚期军区
| 军区 (希腊语名称)                                        | 建立时间       | 首府 | 简介 |
| -------------------------------------------------------- | -------------- | ---- | --- |
| 麦安德罗斯军区 (Μαίανδρος)                               | 1204年后       |      | 帝国在尼西亚时期设立的小型军区，后并入南色雷斯军区。                                                                   |
| 米拉萨和墨拉努狄翁军区 (θέμα Μυλά[σ]σης και Μελανουδίου) | 1143年         |      | 小型军区，由基比拉奥特军区和色雷斯西亚军区分出，范围包括麦安德罗斯山谷以南的小亚细亚地区。该军区一直延续到尼西亚时代。 |
| 新卡斯特拉军区 (θέμα Νεοκάστρων)                         | 1162到1173年间 |      | 该军区是曼努埃尔一世重组小亚边境计划的一部分，由北色雷斯军区分出并一直延续到尼西亚时代。                               |